# Misgolas maculosus
Misgolas maculosus là một loài nhện trong họ Idiopidae.
Loài này thuộc chi Misgolas. Misgolas maculosus được William Joseph Rainbow & Pulleine miêu tả năm 1918.